# Бизнес по-казахски в Корее
«Бизнес по-казахски в Корее» — казахстанская комедия режиссёра Алена Ниязбекова выпущенная в 2019 году. Четвёртый фильм в серии фильмов «Бизнес по-казахски». Является самым успешным фильмом на территории Казахстана за всю историю, собрав более миллиарда тенге.
Премьера фильма состоялась 26 декабря 2019 года. Фильм был в прокате во всех кинотеатрах страны, в таких как Kinopark, Chaplin Cinema.

## Сюжет
Конференция международной компании состоится в отеле Жомарта Канатовича. Главной особенностью отеля является робот, помогающий посетителям отеля обустроиться. Швейцар Бакдаулет случайным образом ломает робота, починка которого возможна только в Южной Корее. Жомарт Канатович вместе со своим коллегой Аленом отправляются в Корею с целью его починить, при этом взяв с собой своих жен. В ходе работы поездки прилетает Еркош, который попадает в тюрьму Северной Кореи. Ален и Жомарт стараются договориться с властями страны, однако безуспешно. В ходе осмотра границы, они замечают рыбака, однажды сбежавшего из тюрьмы, оставив свою семью, который установил взаимные отношения с солдатами Северной Кореи. В ходе операции по спасению Еркоша, рыбак направляется на своей лодке в сторону границы, спасая Еркоша, однако сам остается вместе со своей семьей.

## В ролях
- Коянбаев Нурлан — Жомарт Канатович
- Байжанбаев Жанат — Ален
- Рамазан Амантай — Еркош
- Кажет Смагулов — Бакдаулет